# Pablo Picasso
Pablo Ruiz Picasso (Málaga, 25 de outubro de 1881 – Mougins, 8 de abril de 1973) foi um pintor, escultor, ceramista, cenógrafo, poeta e dramaturgo espanhol, considerado um dos mais importantes e populares pintores do século XX. É conhecido como co-fundador do cubismo ao lado de Georges Braque, inventor da escultura construída, inventor da colagem e pela variedade de estilos que ajudou a desenvolver e explorar. Dentre as suas obras mais famosas estão os quadros cubistas As Meninas D’Avignon (1907) e Guernica (1937), uma pintura do bombardeio alemão de Guernica durante a Guerra Civil Espanhola.
Picasso, Henri Matisse e Marcel Duchamp são considerados os três artistas que mais realizaram desenvolvimentos revolucionários nas artes plásticas nas décadas iniciais do século XX, responsável por importantes avanços na pintura, na escultura, na gravura e nas cerâmicas.
O pintor de Málaga demonstrava talento artístico desde jovem, pintando de forma realista por toda a sua infância e adolescência. Durante a primeira década do século XX, o seu estilo mudou graças aos seus experimentos com diferentes teorias, técnicas e ideias. Sua obra geralmente é classificada em períodos. Enquanto os nomes de muitos dos seus períodos finais são controversos, os períodos mais aceitos da sua obra são o período azul (1901-1904), o período rosa (1904-1906), o período africano (1907-1909), o cubismo analítico (1909-1912) e o cubismo sintético (1912-1919).
Excepcionalmente prolífico durante a sua longa vida, Picasso conquistou renome universal e imensa fortuna graças às suas conquistas artísticas revolucionárias, tornando-se uma das mais conhecidas figuras da arte do mesmo século.

## Biografia

### Infância em Andaluzia

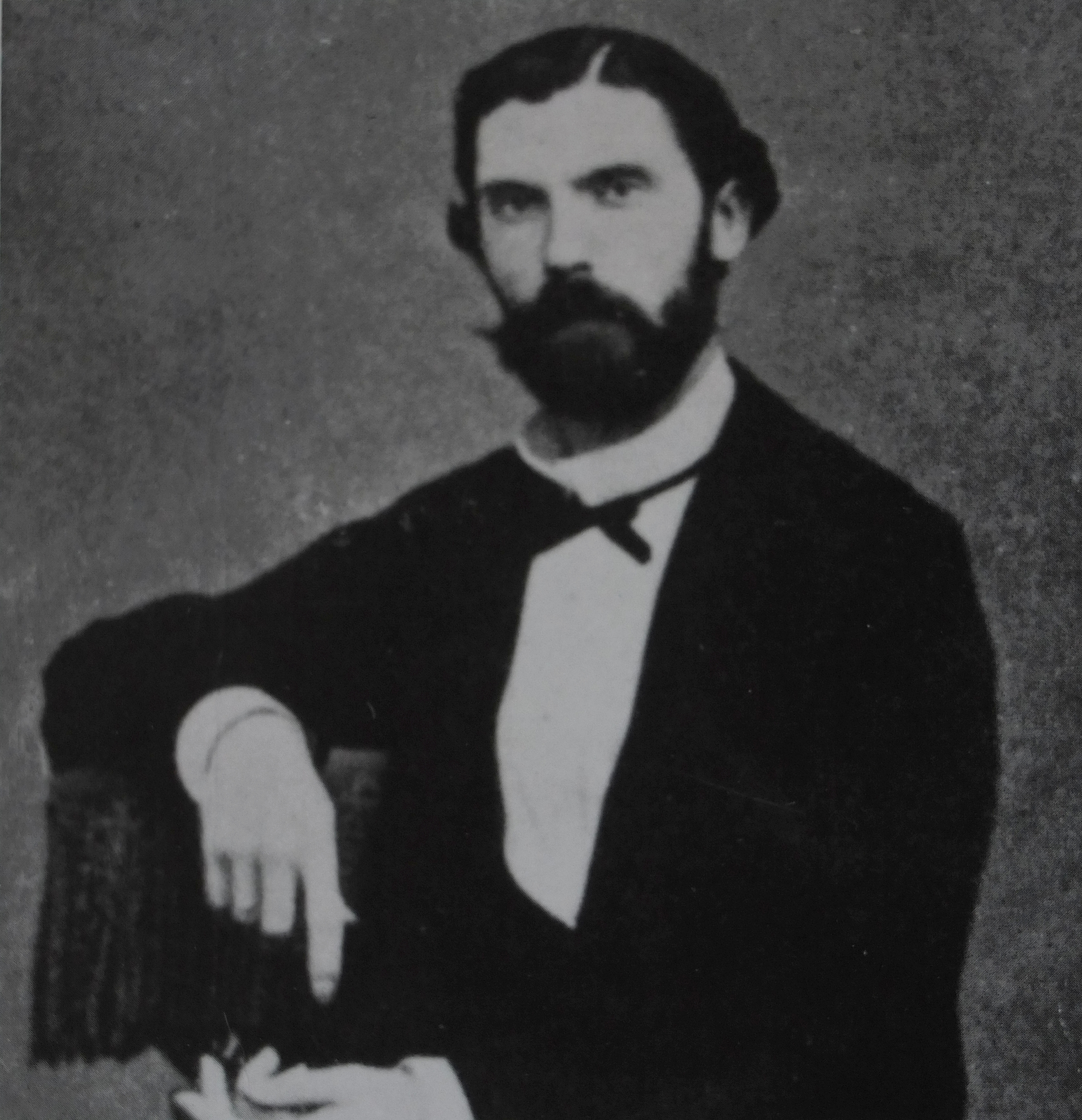
José Ruiz Blasco, 1870

Nasceu na cidade de Málaga, em Andaluzia, região da Espanha, e recebeu o nome completo de Pablo Diego José Francisco de Paula Juan Nepomuceno María de los Remedios Cipriano de la Santísima Trinidad Ruiz y Picasso, filho de María Picasso y López e José Ruiz Blasco.
Em torno do seu nascimento surgiram várias lendas, algumas das quais Picasso se esforçou para promover. Segundo uma delas, Pablo nasceu morto e a parteira dedicou a sua atenção à mãe acamada. Só o médico, Don Salvador, o salvou de uma morte por asfixia soprando-lhe fumo de um charuto na face. O fumo fez com que Picasso começasse a chorar. O seu nascimento no dia 25 de outubro de 1881, às onze e um quarto da noite, seria assim descrito por Picasso aos seus biógrafos, que assim o publicavam de boa vontade.
Roland Penrose, um dos mais conhecidos biógrafos de Picasso, procurou nas suas origens a razão da sua genialidade e da sua abertura à arte, algo natural na compreensão de um gênio. Na geração dos seus pais são vários os vestígios. O seu pai era pintor e desenhista, de bem medíocre talento. Don José dedicava-se a pintar os pombos que pousavam nos plátanos da Plaza de la Merced, perto da sua casa. Ocasionalmente, pedia ao filho para lhe acabar os quadros. A linhagem paterna possibilitou-se estudar até ao ano de 1841. Da descendência materna pesquisada, Dona María contava entre os antepassados com dois pintores. As feições de Picasso são também semelhantes às da mãe.
Os primeiros dez anos de vida de Pablo são passados em Málaga. Os desenhos de infância de Picasso representavam cenas de touradas, típicas da Andaluzía. Sua primeira obra, preservada, era um óleo sobre madeira, pintada aos oito anos, chamada O Toureiro. Picasso conservou esse trabalho por toda a sua vida, levando-o consigo sempre que mudava de casa. Anos mais tarde pintou outro quadro semelhante, A morte da mulher destacada e fútil. Picasso está zangado e rebelde. Este quadro é claramente uma expressão injuriosa da sua relação com a mulher.

### Formação na Galiza

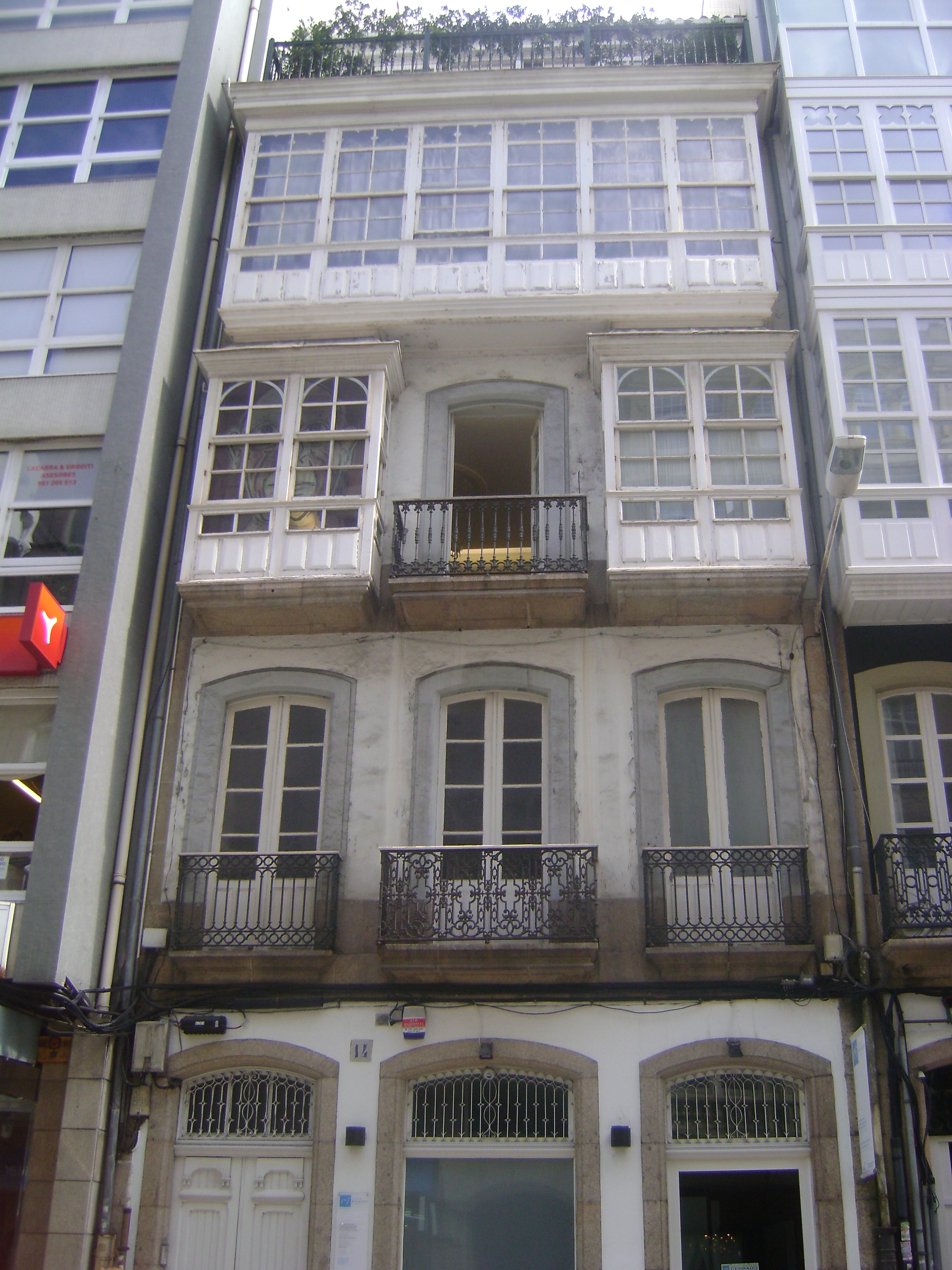
Casa de Picasso na Corunha.

O salário pequeno do pai como conservador de museu e professor de desenho na Escuela de San Telmo de Málaga a custo assegurava o sustento da família. Quando lhe ofereceram uma colocação com melhor remuneração na Escola Provincial de Belas Artes da Corunha, na Galiza, e à hesitação sobrepôs-se a necessidade, e junto com a família, don José parte para a Corunha, capital de província à beira do Oceano Atlântico. A escola havia sido inaugurada em 1890. Eusébio da Guarda investiu no edifício na altura um milhão de pesetas, albergava então a Escola no primeiro andar e, no segundo, o Instituto do Ensino Secundário.
A preocupação principal do pai com o pequeno Pablo era o seu aproveitamento escolar, mas nem por isso dispensou a oportunidade de fomentar o talento do filho. Desenhar foi desde cedo a forma mais adequada de Picasso se exprimir e, talvez por isso, secundário.
Recusa claramente o ensino usual, e encarrega-se ele próprio da sua formação na pintura  junto com outros professores da Corunha, de Santiago de Compostela e de Alicante. Em outubro de 1892, poucas semanas antes de completar 11 anos, Pablo Picasso iniciou seus estudos artísticos. Durante os primeiros anos lectivos matriculou-se em Desenho de Figuras e Ornamento.
Com treze anos, e seguindo o modelo do pai, Picasso atingira já, segundo diz a lenda, a perícia do progenitor. Ao contrário do que apontam algumas listas, Picasso era destro, como se pode ver no célebre documentário The Mystery of Picasso.
No último ano (1894-1895) matriculou-se em três disciplinas: Desenho de figuras; Pintar o natural; e Cópia do gesso. O trabalho desses anos dá conta do progresso do aluno, que vai da cópia de gravuras ao domínio do desenho do natural. Nos anos na Corunha pinta as primeiras marinhas e o primeiro dos inúmeros faunos que o artista produzirá. Em 1895, o último da estadia de Picasso na Galiza, dois acontecimentos marcantes ocorreram para o artista: em 10 de janeiro, sua irmã Conchita faleceu aos 7 anos, vítima de difteria; e em 20 de fevereiro ele realizou sua primeira exposição de pintura no Nº. 20 da Rua Real, que a imprensa local reflicte com o augúrio profético de que alcançaria "dias de glória e um futuro brilhante".
Muitas das obras de Picasso pintadas na Corunha o acompanharam ao longo de sua vida, mudança após mudança. Em uma ocasião chegou a dizer que eram melhores do que muitas obras dos períodos azul e rosa.
A Escola de Arte e Superior de Design Pablo Picasso homenageia com o seu nome o seu aluno mais universal.

### Juventude entre Barcelona e Madrid

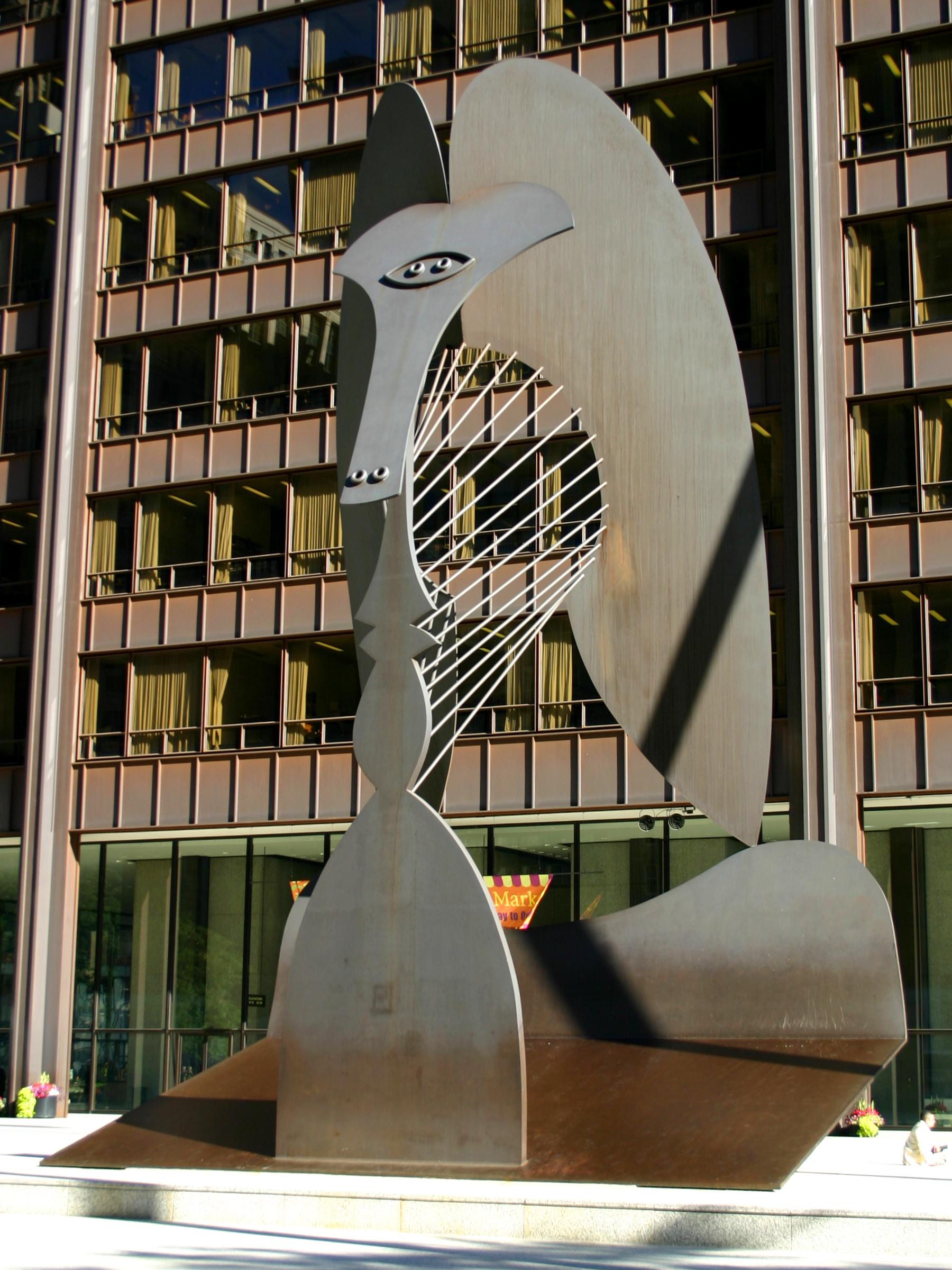
Escultura no Daley Plaza (Chicago, Estados Unidos).

A família transferiu-se novamente, desta vez a Barcelona, na primavera de 1895, e a prova de admissão na escola de arte La Lonja (Escola de la Llotja em língua catalã) é feita com sucesso. Os trabalhos que deveria apresentar ao fim do mês, Pablo apresentava-os ao fim de poucos dias, ao cabo que o seu trabalho se destacava, inclusive, do dos finalistas. Com quatorze anos, Picasso conseguia superar as exigências de uma conceituada academia de arte. Trabalhos académicos, que segundo o próprio, ao cabo de vários anos o assustavam. Os trabalhos que fazia colocavam-no na série de conceituados pintores de Barcelona, como Santiago Rusiñol e Isidre Nonell, e o seu quadro A Primeira Comunhão é exposto na célebre exposição da época na cidade. Apesar de ter optado por uma temática religiosa, este não deixa de ser um acontecimento privado, do plano familiar. Apesar de realista e de satisfazer as exigências académicas, por outro lado a obra acaba por ser uma tentativa de combate ao convencionalismo. Naquela época em Barcelona, ele dividiu seu primeiro estúdio com seu amigo Manuel Pallarés.
Durante este tempo fez vários autorretratos, e retratos como o da tia Pepa, o da mãe, feito em pastel, e do pai em tons de azul que antecipam o seu período pós-adolescência.
Depois de uma estadia estival em Málaga, em 1897 instala-se em Madrid. Alí, instalado num novo atelier, inscreve-se na mais próspera e conceituada academia de artes espanhola, a Real Academia de Belas-Artes de São Fernando. Constantemente, visitava o Museu do Prado, onde copiava os grandes mestres, captava-lhes o estilo e tentava imitá-lo, o que se revelou, por um lado, um avanço, pois desenvolvia capacidade efémeras, e por outro lado, uma estagnação de um génio criativo limitado à cópia do trabalho dos históricos, cujas obras também vieram a ser alvo de uma revisitação e reinterpretação de Picasso em fases mais avançadas.
Porém, a sua estadia em Madrid é interrompida. No início de Julho daquele ano, Picasso adoece com escarlatina e a recuperação obriga-o a retornar a Barcelona, recolhendo-se logo a seguir com Manuel Pallarés, seu amigo, para a aldeia Horta de Ebro, nos Pirenéus. O recolhimento ajudou-o a restabelecer novos e ambiciosos projetos que levou a cabo assim que regressou a Barcelona. Afastara-se da academia e do lar paterno, e procurava abrir-se às inovações da arte espanhola, mantendo-se em contato com os seus representantes mais célebres.
O espaço de cultura da vanguarda em Catalunha era o café Els Quatre Gats, administrado por Pere Romeu, um promotor local do esporte, que havia trabalhado como garçom no cabaré Le Chat Noir de Paris. Ali conheceu os modernistas e rivalizou com a arte destes, influenciada pela Arte Nova francesa e pelas vanguardas britânicas e centro-europeias. Durante o ano de 1899, também foram publicados quinze números da revista Quatre Gats. Rapidamente o café, se tornou ponto de encontro de artistas e personagens insólitos, como Santiago Rusiñol, Granados, Isaac Albéniz, Lluís Millet, Antoni Gaudí, e Ricard Opisso, se incorporando à tradição de tertúlias da cidade. No local, foram realizados eventos literários, espetáculos de sombras e marionetes, apresentações musicais, leituras poéticas e, sobretudo, exposições de arte de Regoyos, Isidre Nonell, etc. A primeira exposição individual no local foi em fevereiro de 1900, de Picasso.
Entretanto, o seu desejo de conhecer Paris aumentava ainda mais.

### Picasso em Paris
Após iniciar como estudante de arte em Madrid, Picasso fez sua primeira viagem a Paris (1900), a capital artística da Europa. Lá morou com Max Jacob (jornalista e poeta), que o ajudou com a língua francesa. Max dormia de noite e Picasso durante o dia, ele costumava trabalhar à noite. Foi um período de extrema pobreza, frio e desespero. Muitos de seus desenhos tiveram que ser utilizados como material combustível para o aquecimento do quarto.

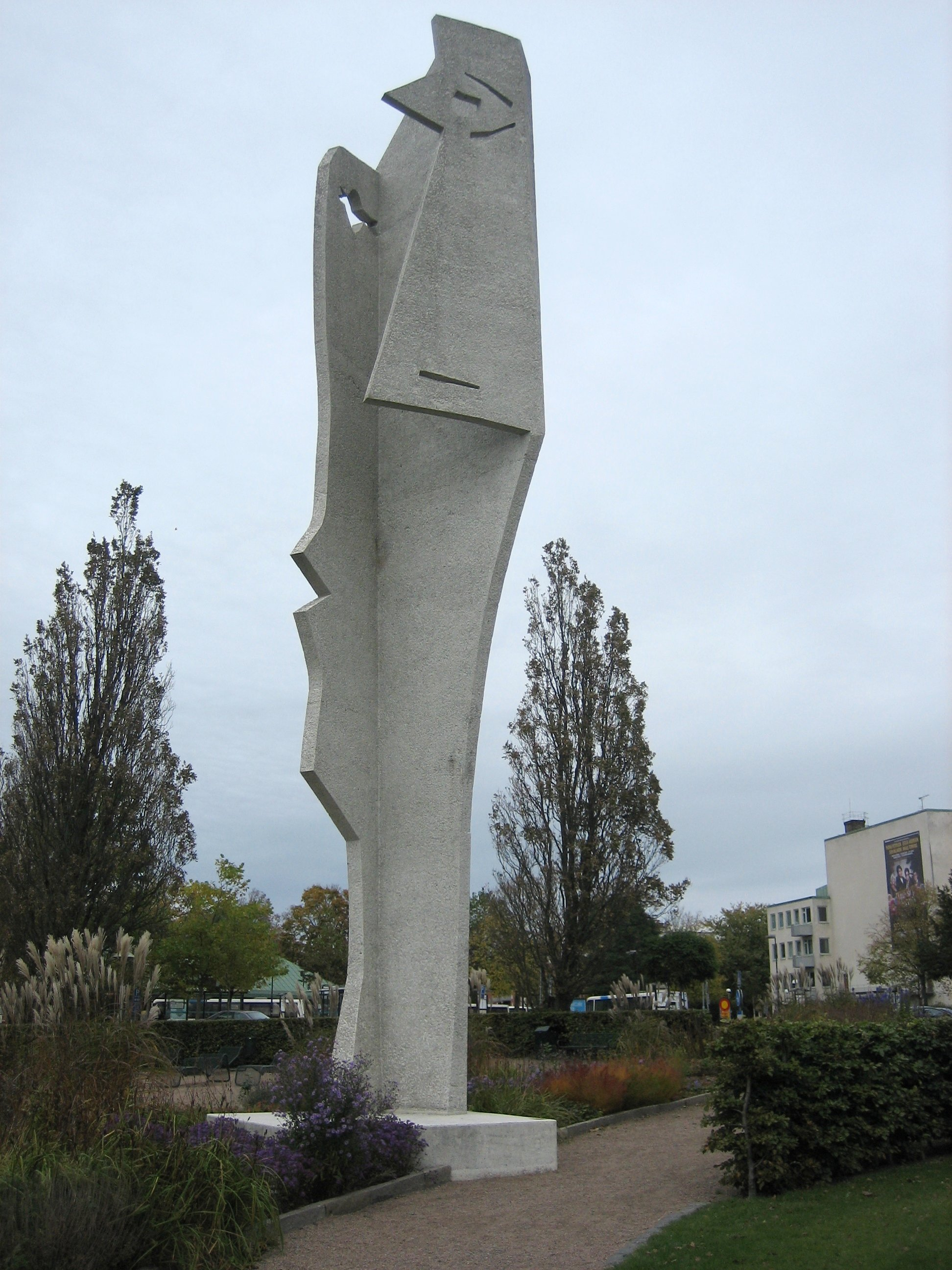
Picasso, Halmstad.

Em 1901 com Soler, um amigo, funda uma revista Arte Joven, na cidade de Madri. O primeiro número é todo ilustrado por ele. Foi a partir dessa data que Picasso passou a assinar os seus trabalhos simplesmente "Picasso", anteriormente assinava "Pablo Ruiz y Picasso".
Na fase azul (1901 a 1905), Picasso pintou a solidão, a morte e o abandono. Quando se apaixonou por Fernande Olivier, suas pinturas mudaram de azul para rosa, inaugurando a fase rosa (1905 - 1906). Trabalhava durante a noite até o amanhecer. Em Paris, Picasso conheceu um selecto grupo de amigos célebres nos bairros de Montmartre e Montparnasse: André Breton, Guillaume Apollinaire e a escritora Gertrude Stein.
Na fase rosa há abundância de tons de rosa e vermelho, caracterizada pela presença de acrobatas, dançarinos, arlequins, artistas de circo, o mundo do circo. No verão de 1906, durante uma estada em Andorra, sua obra entrou em uma nova fase marcada pela influência das artes gregas, ibérica e africana, era o protocubismo, o antecedente do cubismo. O célebre retrato de Gertrude Stein (1905 - 1906) revela um tratamento do rosto em forma de máscara.
Em 1912, Picasso realizou sua primeira colagem, colou nas telas pedaços de jornais, papéis, tecidos, embalagens de cigarros.
Apaixonou-se por Olga Koklova, uma bailarina. Casaram-se em 12 de julho de 1918. Neste período o artista já se tornara conhecido e era um artista da sociedade. Quando Olga engravidou, criou uma série de pinturas de mães com filhos.
Em 1927 conhece Marie-Thérèse Walter, uma jovem francesa com 17 anos, e com a qual o artista manteve uma relação amorosa.
Nos primeiros tempos, a presença da jovem musa nos quadros de Picasso manteve-se oculta, uma vez que o pintor continuava casado com a russa Olga Khokhlova.
A divulgação pública dos retratos de Marie-Thérèse acabou por precipitar a revelação da relação secreta. Em 1935 teve uma filha de Marie-Thérèse, chamada Maya Widmaier-Picasso.

### Guerra Civil Espanhola, Segunda Guerra Mundial e vida posterior
A partir de 1936, as duas tiveram que dividir o pintor com uma terceira mulher, a fotógrafa Dora Maar. A eclosão da Guerra Civil Espanhola empurrou-o para uma maior consciência política e do seu génio surgiu uma das suas obras pictóricas mais emblemáticas e conhecidas, o mural "Guernica".
Entre o começo e o fim da Segunda Guerra Mundial (1939 - 1945), dedica-se também à escultura, gravação, cerâmica e fisiogramas. Como gravador, domina as diversas técnicas: água-forte, água-tinta, ponta-seca, litogravura e gravura sobre linóleo colorido. Além disso, sua dedicação à arte escultórica era esporádica. Cabeça de Búfalo, Metamorfose é um grande exemplo de seu trabalho com esse meio. É considerado um dos pioneiros em realizar esculturas a partir de junção de diferentes materiais.
Em 1943, Picasso conhece a pintora Françoise Gilot (1921-2023) e tem dois filhos, Claude (1947-2023) e Paloma (1949), encontrou um pouco de paz e pintou Alegria de Viver.
Em 1968, aos 87 anos, produziu em sete meses uma série de 347 gravuras recuperando os temas da juventude: o circo, as touradas, o teatro, as situações eróticas. Anos mais tarde, uma operação da próstata e da vesícula, além da visão deficiente, põe fim às suas actividades. Como uma honra especial a ele, no seu 90.º aniversário, são comemorados com exposição na grande galeria do Museu do Louvre. Torna-se assim o primeiro artista vivo a expor os seus trabalhos no famoso museu francês.

### Morte
Pablo Picasso morreu a 8 de abril de 1973 em Mougins, França, com 91 anos de idade. Na noite anterior ele havia brindado com os amigos dizendo "Bebam à minha saúde. Vocês sabem que não posso beber mais." Picasso depois teria ido pintar até três da manhã antes de ir dormir. Acordou na manhã seguinte com dores no peito e sem conseguir se levantar, morrendo poucos minutos depois de um enfarte. Encontra-se sepultado no Castelo de Vauvenargues, Aix-en-Provence, Provença-Alpes-Costa Azul, sul de França.
Deixou aos seus herdeiros mais de 45 000 obras, entre as quais 1 885 pinturas, 1 228 esculturas, 7 089 desenhos, 30 000 impressões, 150 sketchbooks e 3 222 trabalhos em cerâmica.

## Posicionamento político
Apesar de expressar publicamente sua simpatia com relação às ideias anarquistas e comunistas e, por outro lado, através da arte expressar sua raiva diante das ações de Franco e dos Fascistas, Picasso se recusou a pegar em armas na Primeira Guerra Mundial, na Guerra Civil Espanhola e na Segunda Guerra Mundial.
Ao chegar em Paris em 5 de Maio de 1901 Picasso morou na casa de Pierre Manach, um anarquista espanhol e negociador de artes do qual era amigo. Por este motivo, desde aquela época, Picasso seria investigado pela polícia francesa. Em algumas ocasiões o jovem Picasso teria até mesmo se autodenominado anarquista, fato este que levantou ainda mais suspeitas das forças de ordem contra ele.
No entanto, durante a Guerra Civil Espanhola, Picasso, que continuava vivendo na França, mesmo tomando partido pelo lado dos Republicanos, teria se recusado a retornar ao seu país de origem. O serviço militar para os espanhóis no estrangeiro era opcional e envolveria um retorno voluntário ao país para alistamento a um dos dois lados. Muitas especulações são feitas a respeito de sua recusa de tomar lugar na guerra. Na opinião de alguns de seus contemporâneos esta decisão foi tomada baseada nos ideais de pacifismo de Picasso; no entanto, para outros (incluindo aqui Braque) essa neutralidade aparente tinha mais a ver com covardia do que com princípios.
Também permaneceu à parte do movimento de independência da Catalunha durante sua juventude, apesar de ter expressado seu apoio geral e ter sido amigável com os ativistas da independência. A esta época filiou-se ao Partido Comunista.

Durante a Segunda Guerra Mundial, Picasso permaneceu em Paris quando os alemães ocuparam a cidade. Os Nazistas odiavam seu estilo de pintura, portanto ele não pôde mostrar seu trabalho durante aquela época. Em seu estúdio, ele continuou a pintar durante todo o tempo. Embora os alemães tivessem proibido a fundição do bronze, Picasso continuou a trabalhar mesmo assim, usando bronze contrabandeado pela resistência francesa.

Assinatura de Picasso.

No ano de 1947, ao fim da Segunda Guerra, Picasso conheceu Miguel García Vivancos, um anarquista veterano da Guerra Civil Espanhola e da Segunda Guerra Mundial e pintor até então desconhecido. Impressionado com Vivancos, Picasso o acolheu em sua casa, se interessando por sua pintura e sua história. Posteriormente, e em parte pela influência de Picasso, Vivancos se tornaria um grande pintor espanhol.
Ainda na década de 1940 Picasso voltou a se filiar ao Partido Comunista francês, e até mesmo participou de uma conferência de paz na Polônia. Mas quando o Partido começou a criticá-lo por causa de um retrato considerado insuficientemente realista de Stálin, o interesse de Picasso pelo Comunismo esfriou, embora tenha permanecido como membro do Partido até sua morte.

## Guernica
Uma das obras mais conhecidas de Picasso é o mural Guernica, em exposição no Museu Nacional Centro de Arte Rainha Sofia, em Madrid. Retrata, da maneira muito peculiar do artista, a cidade basca de Guernica, após bombardeio pelos aviões da Luftwaffe de Adolf Hitler. Esta grande tela incorpora para muitos a desumanidade, brutalidade e desesperança da guerra.
Durante a Segunda Guerra Mundial, Picasso continuou vivendo em Paris durante a ocupação alemã. Tendo fama de simpatizante comunista, era alvo de controles frequentes pelos alemães. Durante uma revista do seu apartamento parisiense, um oficial nazista observou uma fotografia do mural Guernica na parede e, apontando para a imagem, perguntou: Foi você quem fez isso? E Picasso respondeu, após um segundo de reflexão: Não, vocês o fizeram.

## Obra e períodos

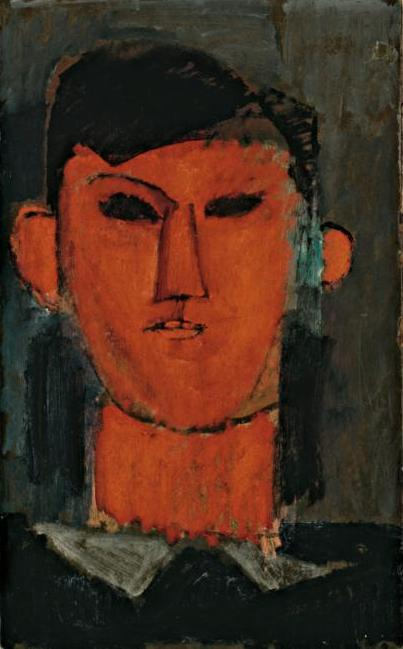
Retrato de Picasso, de Amedeo Modigliani, c. 1915.

A obra de Picasso é muitas vezes classificada em períodos: Azul (1901–1904), Rosa (1905–1907), Africano (1907–1909), Cubismo Analítico (1909–1912) e Cubismo Sintético (1912–1919).
Antes de 1901
Seus primeiros trabalhos estão no Museu Picasso em Barcelona. Principais obras do período:
- A Primeira Comunhão (1896), uma grande composição que mostra sua irmã, Lola.
- Retrato da Tia Pepa

Período Azul
Consiste em obras sombrias em tons de azul e verde azulado, ocasionalmente usando outras cores. Desenhava prostitutas e mendigos e sua influência veio de viagens pela Espanha e do suicídio de seu amigo Carlos Casagemas. Ele pintou vários retratos de seu amigo, culminando com a pintura obscuramente alegórica de La Vie. O mesmo tom está na água-forte The Frugal Repast, que mostra um cego e uma mulher perspicaz, ambos emagrecidos, sentados perto de uma mesa vazia. A cegueira é um tema recorrente no período e está também em The Blindman's Meal e no retrato Celestina. Outros temas frequentes são artistas, acrobatas e arlequins. O arlequim se tornou um símbolo pessoal para Picasso.
Período Rosa
O Período Rosa (1905–1907) é caracterizado por um estilo mais alegre com as cores rosa e laranja, e novamente com muitos arlequins. Muitas das pinturas são influenciadas por Fernande Olivier, sua modelo e seu amor na época.
Período Africano
O Período Africano de Picasso (1907–1909) começou com duas figuras inspiradas na África em seu quadro Les Demoiselles d'Avignon. Ideias deste período levaram ao posterior Cubismo.
Cubismo analítico
É um estilo de pintura (1909–1912) que Picasso desenvolveu com Braque usando cores marrons monocromáticas. Eles pegaram objetos e os analisaram em suas formas. A pinturas de Picasso e Braque eram muito semelhantes nesse período.
Cubismo sintético
É um desenvolvimento posterior (1912–1919) do Cubismo no qual fragmentos de papel (papel de parede ou jornais) eram colados em composições, marcando o primeiro uso da colagem nas artes plásticas.
Classicismo e surrealismo
No período seguinte ao caos da Primeira Guerra Mundial, Picasso produziu obras em um estilo neoclássico. Este "retorno à ordem" é evidente no trabalho de vários artistas europeus na década de 1920, incluindo Derain, Giorgio de Chirico, e os artistas do New Objectivity Movement. As pinturas e textos de Picasso deste período frequentemente citam o trabalho de Ingres.
Durante os anos 1930, o Minotauro substituiu o arlequim como motivação que ele usou em seu trabalho. Seu uso do Minotauro veio parcialmente de seu contato com os surrealistas, que normalmente o usavam como símbolo, e aparece em Guernica.
Possivelmente o trabalho mais importante de Picasso é sua visão do bombardeio alemão em Guernica, Espanha — Guernica. Esta pintura representa para muitos a brutalidade e desesperança da guerra. Guernica esteve em exposição no Museu de Arte Moderna de Nova York por vários anos. Em 1981, Guernica voltou para a Espanha e foi exibida no Casón del Buen Retiro. Em 1992, a pintura ficou em exposição no Museu de Reina Sofia em Madri quando ele abriu.

### A poesia
Praticamente desconhecido do público é o fato de que Picasso escreveu poesia. Alguns de seus poemas foram recolhidos em antologias de poemas surrealistas.
Em 1961, na Espanha, foi publicado um livro (Trozo de Piel) contendo alguns poemas de Picasso, descobertos pelo Prêmio Nobel da Literatura Camilo José Cela. Considera-se que estes poemas têm algo de expressionistas.
Uma edição completa das suas obras poéticas foi publicada pela editora Gallimard em 1979, na França. Na obra póstuma, nomeada "Picasso. Écrits", Michael Leiris, poeta surrealista amigo de Picasso, pertencente ao grupo de Surrealistas para quem o artista espanhol costumava ler seus poemas, aponta para o Picasso poeta que dá livre curso ao inconsciente, representando "não coisas da ordem do que se passa realmente, mas coisas que lhe passam pela cabeça". Por volta de 1935, o pintor realmente estava entusiasmado com a escrita, praticando uma poesia próxima do Surrealismo.
Em 2006, o pesquisador Rafael Inglada, considerado um dos principais estudiosos da vida e obra de Picasso, reuniu 39 poemas escritos pelo artista entre 1894 e 1968, com o título "Textos espanhóis". O título se deve ao fato de que, mesmo quando escritos em francês, os motivos (touros, gastronomia, hábitos e costumes) do autor têm sempre referências predominantemente espanholas. Para o pesquisador, é no Picasso poeta que aparece "o Picasso claramente espanhol, andaluz e malaguenho".
Em 2008, foram publicados mais de 100 poemas em prosa do autor, na Espanha, descobertos apenas em 1989. Apresentando a diversidade que caracteriza a sua obra plástica, os textos se aproximam do estilo da colagem picassiana, sem estrutura lógico-formal, compostos de "jogos de palavras, simbolismos e descrições visuais... delirantes e descabeladas".

## Algumas obras do artista
- Autorretrato, 1899
- Absinto (Rapariga no café), 1901

"Les Demoiselles d'Avignon" (1907) umas das obras mais conhecidas do pintor (Museu de Arte Moderna de Nova Iorque).

- La mort de Casagemas (A morte de Casagemas), 1901
- Evocation enterrement de Casagemas) Evocação - O funeral de Casagemas, 1901
- Mère et enfant - La Maternité - Mère tenant l'enfant (A Maternidade), 1901
- Vieux guitariste aveugle (Velho guitarrista cego), 1903
- Des pauvres au bord de la mer (Miseráveis diante do mar), 1903
- La vie (A Vida), 1903
- Mulher passando a ferro, 1904
- Retrato de Suzanne Bloch, 1904
- O ator, 1905
- Auto-retrato com capa, 1905
- Garçon à la pipe (Rapaz com cachimbo), 1905
- Fernanda com um lenço preto, 1905 - 1906
- Vasilhas, 1906
- Mulher com leque, 1907
- Jovem nu (Jovem rapaz com braços levantados), 1907
- Les Demoiselles d'Avignon, 1907
- Banho, 1908
- Três Mulheres, 1908
- Composição com crânio, 1908
- Garrafa, jarra e frutas, Verão de 1909
- Vaso sobre a mesa, 1914
- Mulher loira, dezembro de 1931
- Mulher sentada junto de uma janela, 1932
- Le Rêve, 1932
- Minotauro, bebedor e mulheres, 1933
- Guernica, 1937
- Dora Maar au chat, 1941
- O tomateiro, 7 de agosto de 1944
- Mulher sentada num cadeirão, 12 de dezembro de 1960
- Lagosta e gato, 11 de janeiro de 1965
- Arlequim com baton, 12 de dezembro de 1969
- Busto de mulher, 27 de junho de 1971
- Nude, Green Leaves and Bust

## O roubo de duas obras no Brasil
No dia 20 de dezembro de 2007, por volta das 5h00 horas da madrugada, três homens invadiram o Museu de Arte de São Paulo (MASP), e levaram dois quadros considerados dos mais importantes do museu: O lavrador de café de Cândido Portinari e Retrato de Suzanne Bloch de Pablo Picasso. O tempo para o roubo das duas obras de arte foi de três minutos. O quadro foi recuperado dia 8 de janeiro de 2008 em Ferraz de Vasconcelos, Região Metropolitana de São Paulo, intacto. Dois homens foram presos.

## Biografia cronológica
- 1881 - 25 de outubro. Nasce em Málaga Pablo Ruiz Picasso, filho de Maria Picasso Lopez e José Ruiz Blasco.
- 1881 - 21 de novembro. É batizado na Igreja de Santiago em Málaga, pelo padre José Fernández Quintero, celebrado o casamento de seus pais.
- 1888 - Influenciado pelo pai, começa a desenhar e pintar.
- 1893/1894 - Picasso dá início ao seu trabalho artístico sob a orientação do pai.
- 1896 - Frequenta as aulas de desenho de La Lonja; é muito elogiado nos exames de admissão à escola.
- 1897 - Faz parte do grupo boémio de Barcelona; a primeira exposição é realizada em Els Quatre Gats, a sede do grupo; a primeira crítica sobre seu trabalho é publicada em La Vanguardia. Faz amizade com Jaime Sabartés e outros jovens artistas e intelectuais, que o introduzem no universo dos movimentos de pintura modernos (Toulouse-Lautrec, Steinlen, etc.). Seu quadro Ciencia y Caridad (Ciência e Caridade) recebe menção honrosa em Madrid. No outono é admitido no curso de pintura da Academia Real de San Fernando em Madrid.
- 1898 - Deixa a academia. Seu quadro Costumbres de Aragon (Hábitos de Aragão) recebe prémios em Madrid e Málaga.
- 1900 - Desenhos seus foram publicados na revista Joventut, revista de Barcelona. Vende três rascunhos a Berthe Weill.
- 1901 - Funda com Soler, em Madrid, a revista Arte Joven. O primeiro número é todo ilustrado por ele. Faz exposição de trabalhos em pastel no Salon Parés (Barcelona). Críticas elogiosas são publicadas em Pel y Ploma. Expõe no espaço Vollard em Paris. Crítica positiva é publicada em La Revue Blanche. Encontra Max Jacob e Gustave Coquiot. Tem início o período azul. Passa a assinar seus trabalhos simplesmente como "Picasso"; anteriormente assinava "Pablo Ruiz y Picasso".
- 1902 - Expõe 30 trabalhos no espaço de Berthe Weill em Paris. Divide um quarto com Max Jacob no Boulevard Voltaire.
- 1904 - Instala-se em Paris. Final do período azul.
- 1905 - Compram algumas das suas pinturas. Início do período rosa. Começa a fazer esculturas e gravuras. Pinta Garçon à la pipe e Auto-retrato com capa, um dos seus quadros mais famosos.
- 1906 - Conhece Matisse que, juntamente com os fauves, chocara o público no Salão de Outono do ano anterior. Época de transição para esculturas.
- 1907 - Conhece Georges Braque e Derain. Visita a exposição de Cézanne no Salão de Outono. Começa a fase cubista com o quadro Les Demoiselles d'Avignon.
- 1908 - Faz as primeiras paisagens claramente cubistas. Faz a primeira exposição na Alemanha (Galeria Thannhauser, Munique).
- 1910 - Florescimento do cubismo. Faz retratos de Vollard, Uhde, Kahnweiler.
- 1911 - Primeira exposição nos Estados Unidos (Galeria Photo-Secession, Nova York). Kahnweiler publica Saint Matorel, de Max Jacob, com ilustrações de Picasso.
- 1912 - Faz sua primeira exposição em Londres (Galeria Stafford, Londres). Expõe em Barcelona (Galeria Dalman). Dá início às colagens.
- 1913 - Morte do pai de Picasso em Barcelona. Inicia o cubismo sintético.
- 1915 - Faz retratos com desenhos realistas de Vollard e Max Jacob.
- 1917 - Vai a Roma com Jean Cocteau para criar cenografia para o balé Parade, dirigido pelo grupo de Diaghilev, Os Balés Russos. Mantém contacto com o mundo do teatro. Encontra Stravinsky e Olga Koklova. Visita museus e vê arte antiga e do período do Renascimento em Roma, Nápoles, Pompeia, e Florença. Passa o verão em Barcelona e Madrid.
- 1918 - Casa-se com Olga Koklova.
- 1919 - Vai a Londres e faz desenhos para Le Tricorne.
- 1920 - Faz cenários para Pulcinella, de Stravinsky. Surgem temas clássicos em seus trabalhos.
- 1921 - Nascimento de Paul (seu 1º filho). Faz muitos desenhos da mãe com a criança. Faz cenário para o balé Cuadro Flamenco. Faz as duas versões de Os Três Músicos e Três Mulheres na Primavera, trabalho usando diversos estilos.
- 1924 - Faz cenários para o balé Le Mercure; desenha a cortina para o Le Train Bleu. Dá início à série de grandes naturezas mortas.
- 1925 - Participa da primeira exposição dos surrealistas na Galeria Pierre em Paris. Além dos trabalhos clássicos, produz suas primeiras obras que apresentam uma violência contida.
- 1927 - Conhece Marie-Thérèse Walter, ela com 17 anos e ele 45.
- 1928 - Faz uma série de pequenas pinturas com cores vivas, com formas audaciosamente simplificadas. Dá início a um novo período em suas esculturas.
- 1930 - Adquire o Castelo de Boisgeloup, e nele monta seu estúdio de esculturas.
- 1931 - São publicados Le Chef-D'oeuvre Inconnu de Balzac (Vollard) e as Métamorphoses de Ovídio (Skira), ambos ilustrados com gravuras de Picasso.
- 1932 - Exposições retrospectivas em Paris (Galeria Georges Petit) e em Zurique (Kunsthaus). Um novo modelo, Marie-Thérèse Walter, começa a aparecer nas pinturas de Picasso.
- 1934 - Volta a pintar touradas.
- 1935 - Separação definitiva de Olga Koklova. Nascimento de Maia, filha de Marie-Thérèse Walter e do pintor.
- 1936 - Início da Guerra Civil Espanhola. Faz exposição itinerante pela Espanha. É nomeado director do Museu do Prado.
- 1937 - Edita gravura Sueño y Mentira de Franco (Sonho e Mentira de Franco) com texto satírico de sua própria autoria. Depois do ataque aéreo em Guernica (em 28 de abril) pinta o mural para o Pavilhão da República Espanhola (Feira Mundial de Paris).
- 1939 - Grande exposição retrospectiva é feita em Nova York (Museum of Modern Art). Morre a mãe de Picasso em Barcelona. Depois do início da Segunda Guerra Mundial, volta a Paris.
- 1941 - Escreve uma peça surrealista Desejo Pego pela Cauda. Começa a série Mulher na Poltrona.
- 1941 - Pinta o famoso quadro Dora Maar au chat.
- 1942 - Publicação de ilustrações com gravuras em água-tinta para o livro Histoire Naturelle de Buffon.
- 1945 - Exposição em Londres (Victoria and Albert Museum). Volta a fazer litografias.
- 1946 - Dá início à série de pinturas que têm por tema a alegria de viver.
- 1947 - Nascimento do filho Claude. Faz litografias e começa a fazer cerâmica na fábrica Madoura.
- 1948 - Exposição de cerâmicas na Masion de la Pensée Française (Paris).
- 1949 - Nasce sua filha Paloma. Expõe trabalhos iniciados a partir do início da guerra na Maison de la Pensée Française. A Pomba de Picasso é usada em cartaz do Congresso pela Paz de Paris e se torna símbolo universal.
- 1951 - Expõe esculturas na Maison de la Pensée Française. Faz exposição retrospectiva em Tóquio. Pinta Massacre na Coreia.
- 1952 - Pinta Guerra e Paz em Vallauris.
- 1953 - Exposições retrospectivas em Lyon, Roma, Milão, São Paulo. Separa-se de Françoise Gilot.
- 1954 - Pinta a série Sylvette. Inicia uma série de estudos com base em As Mulheres de Argel, de Delacroix.
- 1955 - Morte de Olga Koklova, sua ex-mulher. Expõe no Musée des Arts Décoratifs e na Bibliotèque Nationale em Paris e na Alemanha.
- 1956 - Faz série de cenas de interiores de estúdios. Aparece no documentário Le Mystère Picasso.
- 1957 - Exposição retrospectiva em Nova York. Faz série de estudos baseado em As Meninas, de Velázquez.
- 1958 - Pinta o mural do prédio da Unesco em Paris. Adquire o castelo de Vauvenargues, perto de Aix.
- 1959 - Expõe linóleos.
- 1960 - Explora temas com naturezas mortas e interiores de inspiração espanhola.
- 1961 - Faz estudos sobre Déjeuner sur l'herbe, de Manet. Casa-se com Jacqueline Roque.
- 1962 - Série sobre o tema "Rapto das Sabinas". Recebe o Prêmio Lênin da Paz.
- 1963 - Série sobre o tema "O Pintor e seu Modelo".
- 1964 - Série sobre o tema "O Pintor e seu Cavalete".
- 1965 - Publicação de Sable Mouvant, de Pierre Reverdy com água-tintas de Picasso.
- 1966 - Seus 85 anos são comemorados com três exposições simultâneas em Paris.
- 1967 - São feitas exposições comemorativas em Londres e nos Estados Unidos. Ele volta a temas mitológicos.
- 1968 - A série integra 347 gravuras, a maioria com temas eróticos. Depois da morte de seu secretário e confidente Jaime Sabartés, ele doa sua série sobre As Meninas ao museu Picasso, de Barcelona.
- 1969 - Pinta 140 telas que são expostas no ano seguinte no Palais des Popes em Avinhão.
- 1970 - Doa 2 mil telas a óleo e desenhos ao Museu Picasso de Barcelona.
- 1971 - Seus 90 anos são comemorados com exposição na Grande Galeria do Museu do Louvre. Torna-se o primeiro artista a receber esta honraria.
- 1972 - Trabalha quase que somente com preto e branco em seus desenhos e gravuras.
- 1973 - Morre em 8 de Abril em sua vila em Mougins, França. A sua primeira exposição póstuma (em maio) incluiu trabalhos feitos entre 1970 e 1972 e realizou-se no Palácio dos Papas, em Avinhão.

## Leilões
- Em 2010, a obra "Nu, folhas verdes e busto" foi vendida por 106,4 milhões de dólares.[28]
- Em 11 de maio de 2005, a obra "Mulheres de Argel (versão 0)" (Les Femmes d'Alger) foi leiloada por 179,36 milhões de dólares (cerca de 160 milhões de euros) na Casa Christie's de Nova York, tornando-se na obra de arte mais cara de sempre.[29]
- Em 5 de novembro de 2015, foi leiloada a obra "La Gommeuse" pela Sotheby's em Nova Iorque que tinha o valor estimado 53 milhões de euros (60 milhões de dólares) e foi vendida por 67,5 milhões de dólares.[30]
- Em 21 de junho de 2016 a pintura "mulher sentada" tornou-se na obra cubista mais cara a ser vendida em leilão pela Sotheby's, por 56,3 milhões de euros.[31]
- Em 15 maio de 2017, a obra "A mulher sentada de vestido azul" foi leiloada por 45 milhões de dólares (cerca de 41 milhões de euros). A mulher representada no retrato é Dora Maar. Pablo Picasso pintou a obra no dia do seu aniversário, em 1939, quando tinha 58 anos de idade e Dora 31. Durante a II Guerra Mundial, os nazis apoderaram-se do retrato, mas este foi recuperado pela resistência francesa, numa das viagens entre Paris e Moravia.[32]
- Em 15 de maio de 2018 seria leiloada em Nova Iorque a pintura "O Marinheiro". O quadro foi retirado do leilão no dia anterior, por ter sofrido danos acidentais.[33] A tela é um raro autorretrato do pintor de 1943 em Paris. O óleo sobre tela de 130 por 81 centímetros apresenta um homem com um olhar triste, vestindo uma camisa listrada e sentado numa cadeira, sendo o valor estimado de 70 milhões de dólares (56 milhões de euros).[34]
- Uma pintura da série 'Mosqueteiro com um cachimbo' de 1968, estará à venda em novembro de 2021 na Christie's de Nova Iorque por um preço inicial de 30 milhões de dólares.[35]
- Em 23 de outubro de 2021, onze obras do artista espanhol foram vendidas por 108 milhões de dólares, num leilão no hotel e casino Bellagio, em Las Vegas pela leiloeira Sotheby's. No total foram vendidas duas peças de cerâmica e nove pinturas. A pintura "Femme au Béret Rouge-Orang", de 1938, que retrata Marie-Thérèse Walter (mãe de Maya Widmaier-Picasso) foi a que atingiu o valor mais elevado do leilão, chegando aos 40,5 milhões de dólares (34,8 milhões de euros).[36]
- A obra Femme nue couchée vai ser leiloada em Maio de 2022, sendo esperado um preço superior a 60 milhões de dólares. A obra retrata Marie-Thérèse Walter.[37]